# Kids Power Team
Het Kids Power Team is een Vlaamse groep van drie artiesten die shows voor kinderen brengen. In de zaal mogen de kinderen zelf beslissen wat er gebeurt.
Op 23 februari 2005 brachten zij een album uit. Hun eerste optreden was op 5 april 2005.

## Bezetting
- Kobe Van Herwegen (5 april 2005 - november 2005)
- Erika Van Tielen (5 april 2005 - november 2005)
- Jenna Vanlommel (5 april 2005 - ...)
- Aagje Dom (november 2005 - 2007 )
- Grietje Vanderheijden (november 2005 - 2007)
- Tatyana Beloy (april 2007 - ...)
- Gregory Van Damme (eenmalig in 2010)[bron?]